# Dunque è questo l'amore?
Dunque è questo l'amore? (So This Is Love?) è un film muto del 1928 diretto da Frank Capra.

## Trama
Nel quartiere newyorchese di Greenwich Village, a pochi passi di distanza gli uni dagli altri abitano il pugile bellimbusto Spike Mullins, Hilda Jenson del negozio di delicatessen, che ne è segretamente innamorata, e il modista Jerry McGuire, che a sua volta è segretamente innamorato di Hilda. Solamente al ballo dei boxeur Spike sembra notare per la prima volta Hilda, che vi è intervenuta con Jerry ed indossando uno dei vestiti chic da lui ideato, e cerca di entrare nelle sue grazie. Ne nasce un alterco con Jerry, al quale Spike mette fine nella maniera che gli è consueta, da pugile.
E le malversazioni che Jerry subisce ad opera di Spike continuano, ragion per cui un suo amico, l'ex-pugile Flash Tracy, decide di iniziarlo alla nobile arte della boxe. E il caso vuole che una sera, l'avversario che Spike avrebbe dovuto incontrare sul ring è costretto a dare forfait, ed è proprio Jerry a prendere il suo posto. La preparazione atletica di Jerry forse non è forse ancora al massimo, ma ecco che giunge l'aiuto di Hilda, che col tempo si è risoluta a contraccambiare l'amore del modista. Ella, prima del combattimento, penetra nello spogliatoio di Spike, che fino allora era stato tenuto dal suo allenatore in uno stretto regime dietetico, e che pertanto aveva una gran fame, e gli offre un pasto pantagruelico a base delle più malsane delicatezze che riesce a portargli dal negozio.
Spike è k.o., questa volta. 

## Distribuzione
Distribuito dalla Columbia Pictures Corporation, il film uscì nelle sale cinematografiche statunitensi il 6 febbraio 1928 con il titolo originale So This Is Love. Nel Regno Unito, fu distribuito il 12 novembre 1928. In Spagna, il 19 febbraio 1931 venne presentato a Madrid.